# Кашина Кантоната (Кремона)
Кашина Кантоната је насеље у Италији у округу Кремона, региону Ломбардија.
Према процени из 2011. у насељу је живело 39 становника. Насеље се налази на надморској висини од 56 м.